# Phenacoccus silvanae
Phenacoccus silvanae är en insektsart som beskrevs av Longo och Russo in Longo et al. 1989. Phenacoccus silvanae ingår i släktet Phenacoccus och familjen ullsköldlöss. Inga underarter finns listade i Catalogue of Life.